# Поповское (сельское поселение Домшинское)
Поповское — деревня в Шекснинском районе Вологодской области.
Входит в состав сельского поселения Домшинского, с точки зрения административно-территориального деления — в Домшинский сельсовет.
Расстояние по автодороге до районного центра Шексны — 30 км, до центра муниципального образования Нестерово — 9 км. Ближайшие населённые пункты — Боярово, Давыдово, Спицы.
По переписи 2002 года население — 22 человека (8 мужчин, 14 женщин). Всё население — русские.